# Javier Ruiz de Larrinaga
Javier Ruiz de Larrinage Ibañez (Ametzega, 12 november 1979) is een Spaans veldrijder.
Ruiz de Larrinaga was in het seizoen in 2005 en 2006 profwielrenner bij Kaiku. Zijn grootste overwinning op de weg is een etappe in de Ronde van Navarra in 2002. Ruiz de Larrinaga is veelvoudig cyclocrosskampioen van Spanje.

## Veldrijden
| Seizoen   | Wereldbeker | Superprestige | GvA Trofee/bpost bank trofee | WK  | SK     | Overige         | Totaal aantal zeges |
| --------- | ----------- | ------------- | ---------------------------- | --- | ------ | --------------- | ------------------- |
| 2007-2008 |             |               |                              | 36e | Brons  |                 | 0                   |
| 2008-2009 |             |               |                              | 41e | Goud   |                 | 1                   |
| 2009-2010 |             |               |                              | 45e | Goud   | Medina de Pomar | 2                   |
| 2010-2011 |             |               |                              | 29e | Goud   | Valladolid      | 2                   |
| 2011-2012 |             |               |                              | 41e |        |                 | 0                   |
| 2012-2013 |             |               |                              | 28e | Brons  |                 | 0                   |
| 2013-2014 |             |               |                              | 33e | Goud   |                 | 1                   |
| 2014-2015 |             |               |                              | 27e | Zilver |                 | 0                   |
| 2015-2016 |             |               |                              |     | Goud   | Karrantza       | 1                   |
| 2016-2017 |             |               |                              | 16e | Brons  |                 | 0                   |

## Wegwielrennen

### Overwinningen
2002
4e etappe Ronde van Navarra

## Ploegen
- 2005 –  Kaiku
- 2006 –  Kaiku